# Justin Dourlens
Justin Dourlens, né le 29 septembre 1994, est un ingénieur militaire et athlète français, spécialiste des courses de fond.
Il remporte le championnat régional de 3000m steeple à St-Maur en 2022.
Le  25 septembre 2022, il remporte la grande classique Paris-Versailles en 53'01. 

## Palmarès
| Année | Épreuve                                 | Lieu                 | Position | Type       | Temps          |
| ----- | --------------------------------------- | -------------------- | -------- | ---------- | -------------- |
| 2022  | La grande classique Paris-Versailles    | Paris-Versailles     | 1er      | Individuel | 53 min 01s     |
| 2022  | Championnats Régionaux de 3000m steeple | Saint-Maur           | 1er      | Individuel | 9 min 05s      |
| 2021  | Semi-Marathon de Boulogne Billancourt   | Boulogne Billancourt | 8e       | Individuel | 1 h 06 min 40s |